# Свети Петър (Джаково)
Вижте пояснителната страница за други значения на Свети Петър.
„Свети Петър“ (на хърватски: Đakovačka katedrala) е римокатолическа катедрала в град Джаково, Хърватия, част от Джаковско-осиечка на Римокатолическата църква.
Тя е проектирана от виенските архитекти Карл Резнер и Фридрих фон Шмид. Построена е със седем милиона червени тухли. Има две високи камбанарии, огромен купол, 43 стенописи. Сцените от живота на Свети Петър са частично направени от художника Фридрих Овербек.